# Newton Faulkner
Sam Newton Battenberg Faulkner (Reigate, Inglaterra, 11 de enero de 1985), más conocido como Newton Faulkner, es un cantante y compositor británico, considerado uno de los mejores y más influyentes guitarristas de la historia.

## Biografía

### Infancia
Sam Newton Battenberg Faulkner  nació el 11 de enero de 1985 en la ciudad inglesa de Reigate en Reino Unido, donde se crio. Es el segundo de los tres hijos de Keith Faulkner, un escritor de libros infantiles, autor de The Wide-Mouthed Frog: A Pop-Up Book, y de Sally Faulkner, de soltera Battenberg, quien tuvo varios trabajos temporales, incluyendo un puesto en la compañía Apple y en un sello discográfico que gestionaba la carrera de los Beatles. Sus padres eran jipi cuando eran jóvenes. Su hermano mayor de nombre Toby, es un músico, y su hermana menor Charlotte (Lottie), funge como su mánager. Faulkner asistió a la escuela primaria Hawthorns cercana a la comunidad de Bletchingley y formó parte del grupo de artes escénicas de Gatton Community Theatre. Faulkner trabajó en la tienda de la granja de una reconocida familia en la población de Merstham, en Surrey, desde los trece años, edad en la que comenzó a tocar la guitarra.

### Estudios e inicios de su carrera
Después de terminar la escuela primaria, Faulkner ingresó en la academia de arte dramático Italia Conti en Londres, y luego a la edad de dieciséis, se trasladó a la ciudad de Guildford para estudiar en la Academia de Música Contemporánea (ACM), donde estudió por dos años. Uno de sus maestros fue el guitarrista irlandés Eric Roche, quien influyó el estilo único de Faulkner para tocar la guitarra. Tras de obtener su título y diplomado en música en referida academia, Faulkner junto con unos compañeros formó parte de una banda de rock que tocaba canciones de Green Day, cuyo álbum Dookie fue la primera obra discográfica que compró, y luego, integró otra banda llamada llamada Half a Guy con Matt Buchanan, Dave Elvy y Nicola Crawshaw, en la que desarrolló aún más sus habilidades musicales. La banda grabó varias canciones y lanzó un EP, que no fue demasiado bien recibido comercialmente, y después de dos años de su fundación, la banda se disolvió y fue entonces cuando Faulkner comenzó a escribir canciones y a aparecer como músico solista.
Sus primeros conciertos en solitario los realizó en el club londinense Troubadour, y también llevó a cabo presentaciones en festivales de música en 2006 en la costa sur de Reino Unido, donde empezó a ganar popularidad. Faulkner logró llamar la atención de varios músicos influyentes, como el disyóquey británico Johnny Walker, quien quedó impresionado con sus habilidades musicales en un espectáculo en el club Ronnie Scott en Londres, y pautó una sesión con Faulkner en su programa BBC Radio 2. Su actuación recibió una buena acogida del público y a su vez captó la atención del presentador de televisión británico Dermot O'Leary, quien lo invitó a un espectáculo que producía. A inicios de 2006, Faulkner firmó un acuerdo de grabación con el mánager Richard Holly del editor independiente Peer Music.
Fulkner tuvo una buena respuesta de la crítica, como el periódico The Independent On Sunday, que escribió que era uno de los artistas en ascenso más prominentes para el año 2006. Su primer EP Full Fat también fue elogiado como uno de los lanzamientos más esperados de 2006 de un artista nuevo británico y, cuando se estrenó el 27 de marzo, tuvo tuvo una buena acogida comercial; en un corto tiempo se agotaron las tres mil copias distribuidas en los mercados musicales británicos, sin ninguna promoción. Más tarde, en mismo año publicó su segundo EP, U.F.O., y para inicios de 2007, contó con el apoyo de James Morrison y Paolo Nutini, quienes les dieron la oportunidad de promover sus obras como telonero de sus respectivas giras de conciertos por varias ciudades británicas. Además, tocó en varios festivales de música en el verano de 2007 en Reino Unido, incluyendo Glastonbury, Cambridge Folk Festival, V, y Newquay Unleashed.

### Éxito internacional con su álbum debut
Su álbum debut, Hand Built By Robots, gustó al público británico cuando salió a la venta el 30 de julio de 2007 a través de Ugly Truth, una filial de Sony BMG. El álbum tuvo una gran popularidad en la lista de álbumes británica, en la que antes de ingresar en la primera posición pasó tres semanas en el puesto número tres. Hand Built By Robots perduró más de diez meses entre las cuarenta principales del listado musical británico, y en total, entró en el puesto número uno de dicha lista dos veces entre finales de agosto e inicios de septiembre de 2007, mes en el que Faulkner presentó las canciones del álbum como telonero de John Mayer en su gira de conciertos por varias ciudades de Reino Unido, incluyendo una presentación en la sala de conciertos Royal Albert Hall en Londres. Hand Built By Robots también tuvo un gran éxito comercial en Reino Unido desde su publicación y culminó 2007 como el vigésimo álbum más venido del año. La obra rebasó las seiscientas mil de copias en el país y en reconocimiento a sus ventas la British Phonographic Industry (BPI) lo certificó dos veces platino. Asimismo, Hand Built By Robots alcanzó notoriedad en países europeos como Irlanda y Alemania. En el continente oceánico ingresó entre las cuarenta primeras posiciones en la lista de Nueva Zelanda, y en Australia se volvió particularmente popular después de que el músico realizó una serie de conciertos en marzo de 2008, y se situó en el puesto 5 en la lista musical australiana. Para fines de ese mismo año apareció como trigésimo segundo disco más vendido de 2008 en Australia, y por sus ventas que superan los setenta mil ejemplares, recibió la certificación de platino de la Australian Recording Industry Association (ARIA).
A mediados de noviembre de 2007, Faulkner realizó una gira de conciertos por su patria para promover Hand Built By Robots, y luego, a principios de enero de 2008, después de firmar contrato con el sello discográfico estadounidense Aware, Faulkner se embarcó en su primera gira por Estados Unidos con ocho conciertos para presentar las canciones de su álbum debut, que se estrenó en dicho país el 29 de abril. Luego de haber llevado a cabo una exitosa gira por su país natal en febrero, se trasladó a Australia, donde hizo siete espectáculos musicales a finales de marzo. Además, tocó en países asiáticos como Japón. Si bien el artista recibió críticas muy favorables por sus actuaciones en vivo, que le granjearon reconocimiento internacional, su álbum debut, Hand Built By Robots, recibió en su mayoría comentarios displicentes de varios periodistas musicales, como Lauren Murphy de Entertainment.ie, que escribió que era uno de los «álbumes más insulsos» que el publicó escucharía durante el año 2007. Faulkner fue nominado al solista británico masculino en la ceremonia de premiación Brit Awards de 2008.
Su obra más destacable durante este período fue el segundo sencillo de su álbum debut, «Dream Catch Me», que empezó a ganar popularidad en el territorio británico después de que la disyóquey Jo Whiley la presentó en su programa BBC Radio 1 en 2007. Faulkner al principio tenía dudas de lanzar una canción que «no reflejara su estilo único». «Dream Catch Me» se convirtió en un gran éxito tanto en su natal Reino Unido y Australia, países en los que ingresó entre las diez primeras posiciones de sus respectivas listas musicales y tuvo altas ventas. Concretamente, en Australia se vendieron más de ciento cuarenta mil ejemplares y fue certificado doble platino por ARIA, y en Reino Unido rebasó las cuatrocientas mil unidades, por lo que recibió el premio de oro de la BPI. Otros sencillos del álbum como «I Need Something», «All I Got» y «Teardrop», una versión de la canción de Massive Attack, también alcanzaron cierta notoriedad en la lista musical británica.

### Altibajos de su carrera
A finales de diciembre de 2008, mientras estaba de vacaciones con su familia y amigos en la comuna francesa de Megève, Faulkner tuvo una caída y se fracturó el radio. Para ese entonces había iniciado la composición de su segundo disco, que tuvo que retrasar por más de dos meses y medio. Tiempo después de haberse recuperado, grabó Rebuilt by Humans, que se puso en venta en septiembre de 2009 e ingresó en el puesto 3 en la lista de éxitos de Reino Unido y en la 5 en Australia; en ambos países el álbum consiguió el premio de oro de los organismos certificadores ARIA y BPI en reconocimiento a sus ventas. Su éxito comercial en Reino Unido fue algo más positiva, al rebasar las cien mil copias vendidas. Faulkner lanzó «If This Is It» como primer sencillo de Rebuilt by Humans y alcanzó cierto éxito en el territorio australiano al entrar entre las treinta principales de su lista de popularidad.
Durante 2009, Faulkner realizó múltiples conciertos en Reino Unido para promover el álbum, y también actuó en el extranjero, en países como Irlanda y Australia. En 2010 continuó con su gira por el territorio británico y australiano, y a principios de febrero de 2011, actuó por primera vez en Sudamérica con un espectáculo gratuito en un festival en la ciudad de Pinamar.
A mediados de mayo de 2012, Faulkner lanzó un disco EP llamado Sketches y un mes después, publicó «Clouds» y tuvo cierta notoriedad en Reino Unido. Su tercer álbum, Write It on Your Skin, salió en los mercados musicales en julio de 2012 y alcanzó el puesto 1 en la lista de álbumes británica, y pasó a ser el segundo disco número uno del intérprete en la lista de éxitos musicales de su patria, donde recibió la certificación de plata de la BPI. Sin embargo, tuvo bajas ventas. Su cuarto álbum, Studio Zoo, lanzado en agosto de 2013, no fue muy bien recibido comercialmente. Se situó en la posición 10 en la lista de álbumes británica, su cuatro disco entre las diez principales del listado. Dos años después, en noviembre de 2015, se estrenó el quinto álbum del músico, Human Love, y tuvo aún menos éxito que sus anteriores discos.

## Influencias
Cita al guitarrista irlandés Eric Roche como su mayor influencia, y afirma que el músico Bobby McFerrin es su principal inspiración en sus espectáculos en vivo. El estilo de percusión de Faulkner está inspirado en el flamenco y otras tradiciones folclóricas internacionales.

## Vida personal
Faulkner vive en el este de Londres; tiene un hijo de nombre Beau Henry Faulkner-Richards, nacido en 2011, con su expareja Zoe, una actriz británica.

## Discografía

### Álbumes de estudio
| Año  | Álbum                 | Posición en las listas | Posición en las listas | Posición en las listas | Ventas                       | Certificaciones                   |
| Año  | Álbum                 | AUS                    | GBR                    | IRL                    | Ventas                       | Certificaciones                   |
| ---- | --------------------- | ---------------------- | ---------------------- | ---------------------- | ---------------------------- | --------------------------------- |
| 2007 | Hand Built by Robots  | 5                      | 1                      | 10                     | - AUS: 70 000 - GBR: 600 000 | - ARIA: Platino - BPI: 2× Platino |
| 2009 | Rebuilt by Humans     | 5                      | 3                      | 18                     | - AUS: 35 000 - GBR: 100 000 | - ARIA: Oro - BPI: Oro            |
| 2012 | Write It On Your Skin | 32                     | 1                      | 25                     | - GBR: 60 000                | - BPI: Plata                      |
| 2013 | Studio Zoo            | 73                     | 10                     | 51                     |                              |                                   |
| 2015 | Human Love            |                        | 41                     | 82                     |                              |                                   |

EP
- Full Fat (2006)
- U.F.O. (2006)
- Sketches (2012)